# Русов Юрій Олександрович
Ю́рій Олекса́ндрович Ру́сов (*нар. 8 січня 1895, Харків — пом. 2 серпня 1961, Канада) — український біолог, іхтіолог Румунії. Представник української науки в еміграції. Дійсний член НТШ. Чоловік Наталії Ґеркен.

## Біографія
Син Олександра Русова та Софії Русової. Брат Михайла Русова.
Вищу освіту здобув у Києві й Відні. 1 січня 1919 року Юрія Русова призначили молодшим асистентом при кафедрі зоотомії Кам'янець-Подільського державного українського університету.
Від 1920-х років лектор, згодом доцент, зав. кафедри пластичної анатомії (1925) Української студії пластичного мистецтва у Чехословаччині. Доцент Українського вільного університету, професор Української господарської академії в Подєбрадах, Українського педагогічного інституту ім. М. Драгоманова в Празі.
У 1930–41 роках — директор секції рибальства у Національному зоотехнічному інституті в Бухаресті.
Був провідним діячем Гетьманського руху в Берліні (1941–46), де був головою гетьманської «Української Громади» в Німеччині.
Від 1947 року науковий співробітник університету в Монреалі і співробітник його дослідної станції у Національному парку Мон-Трамблан.

## Наукова діяльність
Близько 30 наукових праць і статей з галузі іхтіології, зокрема:
- «Опис колекції риб з району Кам'янця-Подільського» (1929),
- «Рибальство в дельті Дунаю» (1929) та ін.
- «Душа народу і дух нації» (1948); статті на філософсько-літературні теми в українських періодичних виданнях.